# 더 다크니스
더 다크니스(The Darkness)는 잉글랜드의 록 밴드이다.